# Faszie (Architektur)
Faszie (lateinisch fascia ‚Band, Streifen‘) bezeichnet in der antiken Architektur die drei, seltener zwei übereinander liegenden, von unten nach oben leicht vorspringend waagerechten Streifen, die den Architrav der ionischen Ordnung und der korinthischen Ordnung gliedern. Das zugehörige Adjektiv lautet fasziert (z. B. ein faszierter Architrav).

## Verwendung
Architrave der dorischen Ordnung kennen dieses Gestaltungselement nicht; deren vortretende obere Abschlussleiste wird Taenia genannt. Davon wurde in der nachantiken Architektur teilweise abgewichen, so beispielsweise im 16. Jahrhundert in Palladios Architekturtraktat und auch der barocke Architekturtheoretiker Johann Friedrich Penther 1744 beschreibt Faszien bei der toskanischen Ordnung.
Zudem wurden teilweise schon in der Antike, aber erst recht in den nachantiken Baustilen Renaissance, Barock, Klassizismus und den entsprechenden Neostilen, Faszien auch bei Rahmungen von Fenstern und Türen verwendet, öfters jedoch in Variationen der zuvor schlicht gestuften Profile mit zusätzlichen Rundprofilen gegliedert.
- Galerie
- Faszierter Architrav der Ionischen Ordnung (Vincenzo Scamozzi, 1697)
- Faszierter Architrav der Korinthischen Ordnung (Charles Philippe Dieussart, 1692)
- Faszierter Architrav (Forum Romanum)
- Faszierter Architrav am Pantheon in Rom
- Fasziertes Gebälk einer Dreifenstergruppe (Martin-Gropius-Bau, Berlin)
- Faszierter Architrav an einer Ädikula (Raffaels Grab im Pantheon, Rom)

Auch ein gebogener Architrav, eine antike Archivolte und eine Arkade können an der Stirn Faszien aufweisen, sodass ein Faszienbogen entsteht.

Die Bezeichnung Faszie wurde auch auf andere Architekturelemente übertragen. So spricht man auch u. a. bei abgetreppten Tür- und Fensterumrahmungen von Faszien, bzw. fälschlich von „architravierten“ Rahmen. Im Fachwerkbau des 18. und 19. Jahrhunderts wurden faszierte Bohlen als Gurtgesims verwendet, um die gestalterisch oft nicht mehr erwünschten Balkenköpfe zu verdecken.
- Galerie
- Faszienbogen an einer Archivolte (Hadriansbogen, Ephesos)
- Faszierte Bogenstirnen einer Arkade (Vorhof der Basilika Santissima Annunziata, Florenz)
- Faszierter Architrav mit senkrechter Herumführung als Fassadenrahmen (Spedale degli Innocenti in Florenz, 15. Jahrhundert)
- Fasziertes Türgewände (Portara von Naxos)
- Türgewände mit drei Faszien am Schatzhaus des Atreus
- Barocke Faszierung an Tür und Fenster
- Faszierter Ziergiebel eines barocken Grabmals (Grabmal des Gabriel de Gabrieli, Eichstätt, nach 1747)
- Faszierte Bohle als Gurtgesims an einem klassizistischen Fachwerkhaus (Stechinelli-Haus, Celle, 1790er Jahre)